# Robert Holzmann
Pour les articles homonymes, voir Holzmann.
Robert Holzmann (* 27 février 1949 à Leoben, Autriche), est un économiste autrichien et Gouverneur de la Banque nationale d’Autriche depuis le 1er septembre 2019, jusqu'au 31 août 2025,.
De 1997 à 2011, il a occupé différents postes à la Banque mondiale à Washington, D.C., États-Unis d’Amérique : de 1997 à 2009 en qualité de Directeur de secteur, de 2009 à 2011 en qualité de Directeur de la recherche et de 2002 à 2003 en qualité de Premier Vice-président en exercice.

## Activité professionnelle
À partir de 1985, Robert Holzmann travaille pour l'Organisation de coopération et de développement économiques (OCDE) à Paris, France, et à partir de 1988 pour le Fonds monétaire international (FMI) à Washington, D.C., États-Unis d’Amérique, en qualité d’économiste en chef. En 1992, il s’installe à Sarrebruck, Allemagne, en qualité de Professeur titulaire des relations économiques internationales et de l'économie européenne à l'Université de la Sarre, où il occupe également le poste de Directeur de l'Europa-Institut. En 1997, le président James Wolfensohn le nomme Directeur de secteur (Sector Director) et chef du Conseil sectoriel (Sector Board Head) pour la Protection sociale et le Travail (Social Protection and Labor) à la Banque mondiale à Washington, D.C., États-Unis d’Amérique. De 2002 à 2003, il remplit également le poste de Premier Vice-président en exercice de la Banque mondiale et, depuis 2009, celui de Directeur de la recherche. En outre, il occupe pendant de nombreuses années la Direction de l’Institut Ludwig Boltzmann (LBI) pour l'analyse des activités de politique économique à Vienne, Autriche.
En 2003, il devient chargé de recherche au Forschungsinstitut zur Zukunft der Arbeit (IZA) à Bonn, Allemagne, et au Center for Economic Studies (de) à Munich, Allemagne. Il occupe, entre autres, des postes de professeur invité à l'Université Hitotsubashi de Tokyo, Japon (1991), à l'Université pontificale catholique du Chili, à Santiago du Chili (1995), à l'Université d'économie et de finance du Sud-Ouest, à Chengdu, Chine (professeur honoraire 2010), et à l'Université de Nouvelle-Galles du Sud, à Sydney, Australie (professeur honoraire 2013). De 2012 à 2015, il enseigne à l'Université de Malaya à Kuala Lumpur, Malaisie, où il devient chercheur émérite (Distinguished Research Fellow) en 2016.
Depuis septembre 2019, il est Gouverneur de la Banque nationale d’Autriche. Il est donc membre du Conseil des gouverneurs de la Banque centrale européenne, Gouverneur autrichien auprès du Fonds monétaire international (Conseil des gouverneurs du FMI) et membre du Conseil général du Comité européen du risque systémique. De plus, il participe également aux réunions des Gouverneurs de la Banque des règlements internationaux.

## Publications
- 39 livres, 94 contributions à des livres, 48 articles dans des revues spécialisées avec comité de lecture, 29 articles dans des revues spécialisées de politique économique sans comité de lecture, 22 publications supplémentaires ainsi que de nombreux documents de discussion, de travaux de recherche et de documents de stratégie en allemand, anglais, français et espagnol. Certains livres ont été traduits en allemand, arabe, chinois, espagnol et russe.

### Référénces
1. ↑  ResearchGate: Robert Holzmann Consulté le 17 novembre 2020.
2. ↑  CEPAR honorary professor Robert Holzmann appointed as new governor of the Austrian Central Bank, Arc Centre of Excellence in Population Ageing Research. Publié le 29 mars 2019.
3. ↑  Wer ist der neue OeNB-Chef Robert Holzmann?, Kurier (Hermann Sileitsch-Partzer). Publié le 29 janvier 2019.
4. ↑  www.oenb.at
5. ↑  Le Conseil des gouverneurs, Banque centrale européenne. Consulté le 17 novembre 2020.
6. ↑  IMF Members’ Quotas and Voting Power and IMF Board of Governors, Fonds monétaire international. Consulté le 17 novembre 2020.